# Mircenolo
Il mircenolo è un alcool monoterpenico che si trova nel luppolo. È utilizzato nell'industria dei profumi. L'E-Mircenolo è anche un ferormone per bark beetles.